# Rébellion naxalite
Batailles
Bara (en) - Rafiganj (en) - Lahsuna (en) - Balimela (en) – Rajnandgaon (en) – Green Hunt – Silda (en) – Jnaneswari (en) – Dantewada (1ère) (en) – Dantewada (2e) (en) – Darbha (en) – Chhattisgarh (en) – Sukma (1ère) (en) – Sukma (2e) (en) – Sukma (2e) (en) – Gadchiroli (en) – Sukma-Bijapur (en)
La rébellion naxalite est une insurrection de maoïstes en Inde contre le gouvernement. C'est un conflit dit de basse intensité et fut décrite en 2010 par le gouvernement indien comme constituant la plus grande menace pour la sécurité du pays.
Le mot naxalite fait référence à Naxalbari, un village du Bengale-Occidental d'où est partie l'insurrection dans les années 1960.

## Contexte de l'insurrection
En avril 1964, la rupture sino-soviétique entraîne une scission maoïste au sein du Parti communiste d'Inde : le Parti communiste d'Inde (marxiste) (CPI-M). Kanu Sanyal, Charu Majumdar et Jangal Santhal (en) du Parti communiste d'Inde (marxiste-léniniste) (scission du Parti communiste d'Inde (marxiste) en 1969) organisent dans la deuxième moitié des années 1960 une campagne de propagande prônant la « guerre populaire » autour de Naxalbari dans le district de Darjeeling.
D'après la journaliste Naïké Desquesnes et l'anthropologue Nicolas Jaoul les causes sociales du conflit sont généralement « ignorées par les médias indiens au profit d’une approche souvent réduite au bilan des victimes et à un assemblage de termes anxiogènes issus de la sémantique officielle (« zones infestées », « éradication », « menace maoïste », etc.). »
Dans les bastions naxalites du Chhattisgarh, où les Adivasis (indigènes), constituent la majorité de la population, les insurrections sont antérieures à l'émergence en Inde des théories maoïstes. En 1946 déjà, peu avant l’indépendance, les paysans se sont soulevés contre le nizam (sultan) d’Hyderabad, formèrent un temps des « communes » dans les villages et s’élevèrent contre les interdits liés à la caste et au patriarcat.

## Déroulement

### 1967 à 1999
Une révolte paysanne y éclate au printemps 1967 et se répand dans plusieurs États indiens. En 1969 apparaît le Parti communiste d'Inde (marxiste-léniniste) (CPI-ML), plus investi dans la rébellion que le Parti communiste d'Inde (marxiste). Des petits foyers de guérilla se forment à la fin des années 1960 mais manquent d'effectif, d'armes et de soutien populaire. En avril 1970, le Parti communiste d'Inde (marxiste-léniniste) étend ses activités aux villes (incendies, assassinats…) tandis que ses rivalités avec le Parti communiste d'Inde (marxiste) tournent en affrontements sanglants. La répression et les conflits entre les groupes naxalites font décroître la violence durant les années 1970. En 1977, le Parti communiste d'Inde (marxiste-léniniste) abandonne la violence. Les combats font leurs premiers morts en 1980.

### 2000
Dans les années 2000, des négociations de paix avec le gouvernement de l'État d'Andhra Pradesh eurent lieu.

### 2004
En 2004, l'organisation des rebelles maoïste Parti communiste d'Inde (marxiste-léniniste) Guerre populaire et l'Armée populaire de libération de la guérilla (en) du Centre communiste maoïste fusionnent pour former le Parti communiste d'Inde (maoïste).

### 2006
En 2006, le Premier ministre Manmohan Singh déclare que la rébellion naxalite est « le plus grand défi sécuritaire interne que notre pays ait jamais rencontré ».
En 2006, plus de 40 000 personnes ont été déplacées. Des enfants soldats sont utilisés par toutes les parties engagées dans le conflit. Les territoires touchés par le conflit s'étendent de la frontière du Népal au Karnataka dans le Sud (2006). Au Bengale-Occidental, des régions à l'Ouest d'Howrah sont touchées par l'insurrection. Un mouvement paramilitaire anti-naxalite, le Salwa Judum, s'est formé pour ramener la région sous le contrôle de l'État. Il existe une corrélation entre les ressources de charbon d’une zone et l'impact de l'insurrection, les Naxalites menant des enquêtes socio-économiques avant de commencer des opérations dans une zone.

### 2007
En 2007, Chhattisgarh est le centre du conflit.
Le 15 mars 2007, cinquante-cinq policiers et supplétifs sont tués lors d'un assaut contre leur caserne dans l’État du Chhattisgarh.

### 2009
Début 2009, le conflit a fait environ 6 000 morts.
Le gouvernement engage l'operation Green Hunt en 2009 contre les rebelles. Celle-ci a été, au moins à ses débuts, très meurtrière pour la population civile. Une quarantaine de villageois seraient tués chaque semaine par des milices pro-gouvernementales, ce qui conduit le gouvernement à dissoudre certaines d'entre elles.
Le 12 juillet 2009, au moins 23 policiers indiens sont tués par la rébellion maoïste dans le Chhattisgarh. Un millier d'attaques des maoïstes ont été recensées dans la seule année 2009, faisant 600 morts.

### 2010
Des rebelles maoïstes sont actifs dans plusieurs États membres, en particulier au Chhattisgarh, au Jharkhand et au Bihar (recensement officiel 2010 : 195 districts concernés). Les Naxalites affirment représenter les Adivasis.
Le 17 mai 2010, au moins 11 policiers et 24 civils sont tués dans un attentat de la rébellion naxalite contre un bus dans le district de Dantewada (État du Chhattisgarh). Un déraillement suivi d'une collision d'un train, attribué à un groupe de la rébellion naxalite par le gouvernement indien, au Bengale Occidental fait 148 morts le 28 mai 2010. Le groupe maoïste supposé responsable de l'attentat annonce condamner la « terrible tragédie » et mener une enquête dans ses rangs afin de déterminer « si des camarades sont impliqués ».

### 2016
Le 24 octobre 2016, les forces de sécurité indiennes ont abattu au moins 21 rebelles maoïstes.

### 2017
Le 24 avril 2017, une embuscade tendue par des maoïstes, dont 70 % seraient des femmes, a coûté la vie à 26 paramilitaires.

### Une insurrection affaiblie
De nos jours la rébellion est en déclin, ébranlée par les coups de boutoir des forces de sécurité. Le Bastar (dans le Chhattisgarh, au centre de l'Inde), dont la population est à majorité composée d’Adivasis – les aborigènes de l’Inde –, est aujourd'hui son ultime bastion. Les aborigènes, qui figurent au nombre des populations les plus pauvres et les plus marginales du pays, fournissent l’essentiel des combattants de l’insurrection. Les insurgés se sont retirés dans d'épaisses forêts, où ils sont traqués par les autorités.
Les autorités commettent cependant de fréquentes exactions sur la population civile dans leur lutte contre les naxalites. Le 17 mai 2021, un rassemblement de paysans indigènes a été brutalement réprimé, causant 3 morts et 250 blessés. Le 20 juin 2021, les policiers ont tué lors d’un raid antiguérilla 17 villageois, dont sept enfants, puis les ont faussement présenté comme des rebelles. Mais les pires exactions sont attribuées à la milice Salwa Judum qui entre 2005 et 2011 a multiplié les opérations punitives dans certains villages jugés pro-maoistes, pillant et violant beaucoup de personnes, avant d’être dissoute sur décision de la Cour suprême.
Selon le gouvernement, plus de 13 000 personnes - dont 2 500 membres des forces de sécurité, 3 000 rebelles et plus de 7 000 civils - ont été tuées entre 1999 et 2016.
Les forces de sécurité ont tués 287 rebelles en 2025, dont une majorité dans le Chhattisgarh, selon des données gouvernementales. 
Le 9 janvier 2025, des combats font au minimum 31 morts parmi les rebelles et deux dans l'armée indienne.
Le gouvernement indien affirme avoir circonscrit l'insurrection à environ 45 districts en 2023, contre 96 en 2010. Il a également investi des millions de dollars dans des projets d'infrastructures et dans les dépenses sociales et espère en 2024 en terminer en 2026.

## Organisation
Les rebelles sont organisés dans de petites unités itinérantes composées d'une douzaine de combattants. Dans la plupart des villages ou hameaux des régions où ils sont implantés, une milice d'une dizaine de civils est constituée afin de les renseigner. Selon le journal La Croix, les naxalites bénéficient d'un fort soutien auprès de la population locale. Les unités peuvent momentanément se rassembler pour bénéficier de « cinémas mobiles », « d'imprimeries mobiles », ou encore « d’hôpitaux mobiles » répartis entre elle mais doivent se séparer de nuit et s'enfoncer dans la jungle pour des raisons de sécurité.
Les journées commencent à cinq heures du matin pour permettre les déplacements de l'unité, d'une durée habituelle de trois heures, avant que la chaleur ne devienne trop accablante. Les marches reprennent ensuite autour de dix-huit heures mais sont néanmoins ralenties par le poids de l’équipement. Entre-temps, la journée est ponctuée par les entraînements militaires, l'éducation des guérilleros et des rencontres fréquentes avec les paysans. Ces derniers exposent leurs problèmes et discutent des projets de développement, puits et « kolkhozes », construits par les « administrations » maoïstes.
Les rebelles lèvent pour se financer un « impôt révolutionnaire » auprès des entreprises et des commerçants. Selon les estimations, en 2007, la guérilla est forte de dix mille à vingt mille combattants, auxquels s’ajoutent quarante mille militants assurant la logistique. Une partie de leur armement provient d'ateliers clandestins, tandis que nombre d’armes sont prises aux soldats tués.
Une partie importante des combattants sont des femmes. Dans les États de Maharashtra et de Chhattisgarh, elles représentent 40% des forces rebelles selon les autorités.